# Антоан де ла Сал
Антоан де ла Сал (фр. Antoine de la Sale; 1385/86 - 1461) је француски средњовековни књижевник.
Рођен је у Прованси. Био је паж код Луја II Анжујског, краља Сицилије, а затим и слуга код његовог наследника, Луја III Анжујског. У дипломатске сврхе посетио је Италију, а обишао је и данашњу Белгију и Енглеску. Једно време је био задужен за васпитање синова Ренеа I Анжујског и Луја Луксембуршког. Последње године живота проводи повучено, у писању, инспирисан пре свега својим путовањима и службом на владарским дворовима.
Најпознатије де ла Салово дело је роман Мали Жан од Сантре (фр. Petit Jeahan de Saintre), које је написао 1456, а први пут је објављено тек 1517. године. У њему је испричана историја једног младог пажа. Његова љубав према дами из високог друштва, која му ту љубав узвраћа, уздиже га до највишег степена части и хероизма, да би га на крају довела до очајања након што му вољена жена окреће леђа и одлази богатом калуђеру. Први део романа је испуњен куртоазним духом и описима отменог живота средњовековног племства, а други је горка сатира на неморал те класе, као и свештенства.
Овим контрастом између два дела романа, де ла Сал је дао верну слику средњег века који је био на измаку, када су се идеали феудалног племства све више губили. Куртоазна књижевност овог повлашћеног слоја је била на издаху и све више уступала место новим књижевним струјањима, пре свега ренесанси, која је убрзо узела маха.